# Josh Jackson (rugby à XV)
Pour les articles homonymes, voir Josh Jackson.
Pas d'image ? Cliquez ici

a Compétitions nationales et continentales officielles uniquement.

b Matchs officiels uniquement.
Dernière mise à jour le 15 avril 2016.
Joshua Jackson, né le 2 octobre 1980 à Fergus (Canada), est un joueur de rugby à XV canadien, évoluant au poste de deuxième ligne pour l'équipe du Canada de 2003 à 2009.

## Carrière
Josh Jackson a fait ses débuts le 27 août 2003 contre les Uruguayens.
- jusqu'en 2004 : Castaway Wanderers  Canada
- 2004-2005 : Rugby Leonessa (Super 10)
- 2005-2006 : Stade bordelais UC (Pro D2)
- 2006-2010 : Union Bordeaux Bègles (Pro D2)
- 2010-2012 : Stade montois (Pro D2)
- 2012 -2013: CA Périgueux (Fédérale 1)

## Statistiques en équipe nationale
- 24 sélections en équipe du Canada
- Nombre de sélections par année : 6 en 2003, 4 en 2004, 4 en 2005, 1 en 2006, 3 en 2007, 3 en 2008, 1 en 2009, 1 en 2010
- Coupes du monde disputées :  2003 (3 sélections contre le pays de Galles, les Tonga et l'Italie) et 2007 (1 match contre le Japon)